# 北台乡
北台乡，是中华人民共和国河北省保定市曲阳县下辖的一个乡镇级行政单位。

## 行政区划
北台乡下辖以下地区：
土岭村、韩家峪村、罗家峪村、西良峪村、榆林村、黄岭洼村、董家沟村、张家峪村、北台村、落地村、枣台村、立台村、段树村、超树岭村、牛分岭村、岸上村和红岗村。